# もしも運命の人がいるのなら
「もしも運命の人がいるのなら」（もしもうんめいのひとがいるのなら）は、日本のポップ歌手西野カナの26枚目のシングル。2015年4月29日にSME Recordsから発売された。

## 概要
前作「好き」から約5ヶ月半ぶりのシングル。
2015年第1弾シングル。通常盤と初回生産限定盤の2種での発売。初回生産限定盤には、5thアルバム収録曲「恋する気持ち」のミュージックビデオを収録したDVDが付属され、オリジナルジャケット仕様となっている。
表題曲は「もしも運命の人がいるのなら、運命の出会いがあるなら、あなたはいったいどこで寄り道しているのかしら?」というまだ見ぬ運命の相手に対して胸膨らむ純粋な気持ちと、『キリがない理想 結局は「結局は好きになった人がタイプ」』という冷静な現実主義の交錯という、現代的な女性の胸中をキュートに描いており、西野の公式サイトでは「弾けるピアノと、多彩に展開される楽曲アレンジに、どこか“女の子の頭の中を描いたミュージカル”を見ているような気持ちになる幸せな一曲」と紹介されている。
表題曲は、2016年1月13日に『第88回選抜高等学校野球大会』開会式入場行進曲として選定され、大会期間中限定で試合会場である阪神甲子園球場最寄駅の阪神本線甲子園駅の列車接近メロディに使用されていた。

## 収録曲
| #         | タイトル                       | 作詞         | 作曲                              | 編曲              | 時間  |
| --------- | ------------------------------ | ------------ | --------------------------------- | ----------------- | ----- |
| 1.        | 「もしも運命の人がいるのなら」 | Kana Nishino | Takashi Yamaguchi                 | Takashi Yamaguchi | 5:23  |
| 2.        | 「Lucky」                      | Kana Nishino | Cesar Peralta、Dawn Elektra       | Cesar Peralta     | 3:04  |
| 3.        | 「Shut Up」                    | Kana Nishino | Chris Meyer、TAKAROT、Yuka Otsuki | TAKAROT           | 3:05  |
| 合計時間: | 合計時間:                      | 合計時間:    | 合計時間:                         | 合計時間:         | 11:32 |

| #  | タイトル                    | 作詞 | 作曲・編曲 | 時間 |
| -- | --------------------------- | ---- | ---------- | ---- |
| 1. | 「恋する気持ち Video Clip」 |      |            | 5:47 |

## タイアップ
| 曲名                       | タイアップ                                              |
| -------------------------- | ------------------------------------------------------- |
| もしも運命の人がいるのなら | 日本テレビ系『スッキリ!!』2015年5月度エンディングテーマ |
| もしも運命の人がいるのなら | 大塚食品『ビタミン炭酸MATCH』CMソング                   |
| もしも運命の人がいるのなら | 『第88回選抜高等学校野球大会』開会式入場行進曲          |

## 収録アルバム
もしも運命の人がいるのなら
- Just LOVE
- Love Collection 2 〜mint〜
- ALL TIME BEST 〜Love Collection 15th Anniversary〜

Shut Up
- Secret Collection 〜GREEN〜